# Narai
Narai (Thailändska: สมเด็จพระนารายณ์มหาราช), född 1629, död 11 juli 1688, var kung av Ayutthaya mellan åren 1656 till 1688. Under hans regeringstid skedde många diplomatiska framstötar till bland annat i Västeuropa Frankrike, Storbritannien och Vatikanstaten och med de asiatiska länderna Kina, Indien och Persien med flera. Anmärkningsvärt var också det stora inflytande som européer fick, främst den grekiska äventyraren Constantine Phaulkon.
Han genomförde militära expeditioner i norr mot Chiang Mai som erövrades. Han hamnade i konflikt med Brittiska Ostindiska Kompaniet efter att ha vägrat betala ett skadestånd på grund av att britter baserade i Ayutthaya hade stulit från ett område som var allierat med kompaniet. Resultatet blev antibrittiska stämningar som resulterade i en massaker på ungefär 60 engelsmän 1687. Frankrike fick efter detta ett allt större inflytande.
Många thailändare kände sig oroade av den stora närvaron av utländska missionärer och soldater vilket efter Narais död ledde till en revolution som kom att minska den utländska närvaron. Han är en av de få thailändska kungarna som benämns den store.

## Galleri

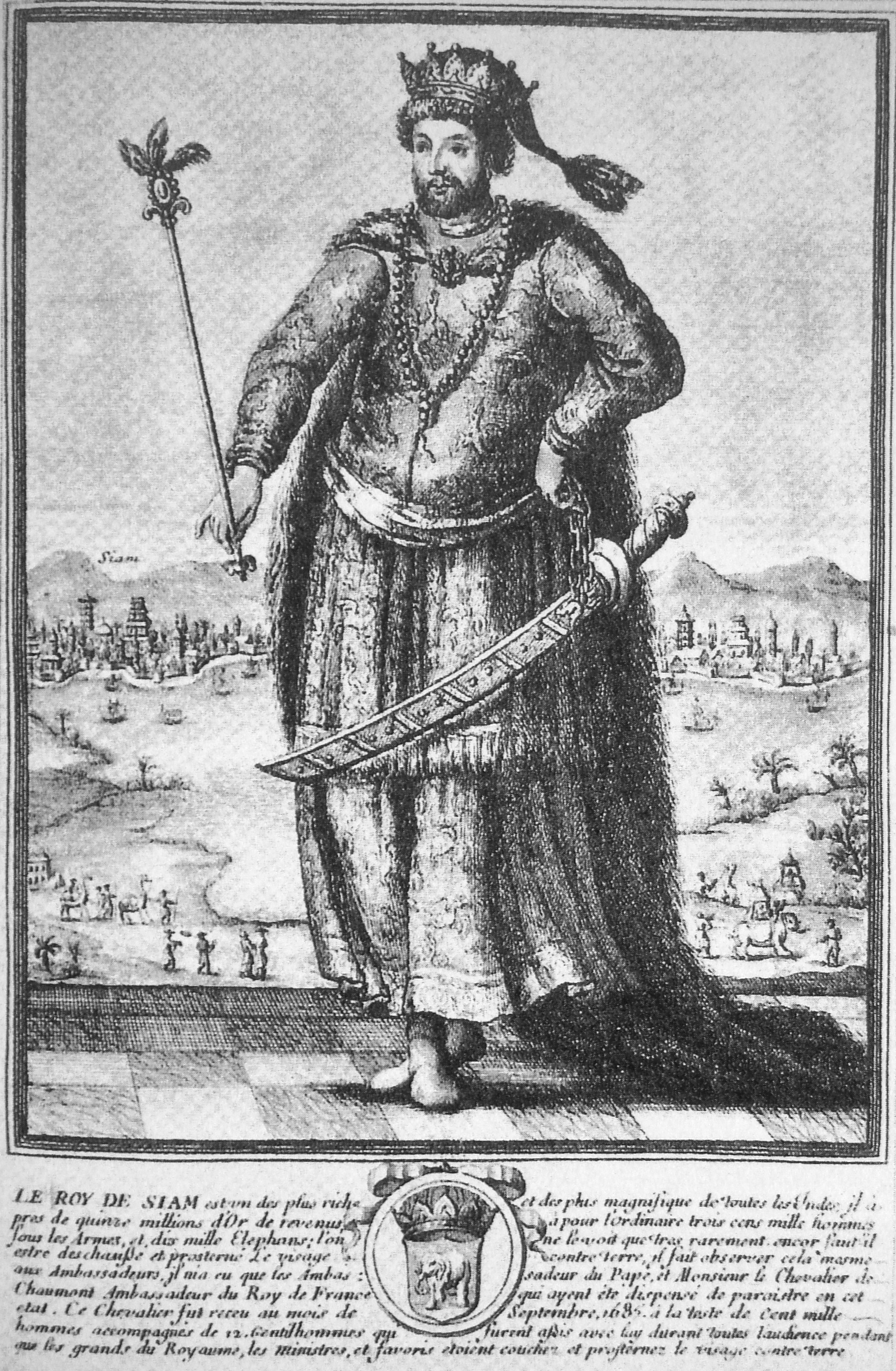
Samtida fransk avbildning av Narai